# Médersa Modarikhon
La Médersa Modarikhon ou Médersa Modar-i-khan (ouzbek : Modarixon madrasasi/Модарихон мадрасаси ; en persan : مدرسه مادر خان) est une médersa de Boukhara en Ouzbékistan, édifiée en 1566-1567.
Elle forme un ensemble architectural koch (ou un couple de médersa) avec la médersa Abdoula-khan (ru). Chaque bâtiment est situé de part et d'autre d'une rue étroite ; leurs portails se faisant face.
Le nom de la médersa Modarikhon provient du mot mère (modar en persan) et du mot khan. Elle a été érigée en l'honneur de la mère du puissant khan Chaybanide Abdullah Khan II. C'est sous son règne qu'elle a été érigée durant les années 1566-1567 (974 de l'hégire),.
Le bâtiment est de plan rectangulaire, dispose d'un étage et ses dimensions sont de 67 × 45 m. Elle est typique des médersas qui ne sont pas richement décorées : elle ne l'est pas de tous les côtés mais seulement sur sa façade.
Les deux médersas qui font partie du complexe démontrent le rationalisme architectural atteint par l'art à Boukhara au XVIe siècle : les matériaux de revêtement couteux tels les briques sont réduits et leur utilisation ne se voit que dans le hall principal et sur la façade. Le rationalisme part de l'idée d'une structure architecturale créant elle-même l'espace, sans nécessiter une ornementation superfétatoire.
En façade a été édifié un monumental pishtak. Au-dessus de l'entrée principale est écrite en majolique l'année de construction suivant l'hégire. Sur les côtés du portail s'étendent deux niveaux, et à chaque niveau se trouvent trois pièces de chaque côté de la façade (en tout 12 pièces). Leurs ouvertures sur la façade forment deux rangées d'arcs, garnies de céramique, séparées les unes des autres. Les carreaux de céramiques forment des ornements décoratifs de style géométrique. Chaque cellule dispose de se porte d'entrée et d'un pandjara d'argile. Aux angles extérieurs de la façade s'élèvent des tourelles guldasta qui sont revêtues de glaçure sur les briques.
La cour intérieure de la médersa forme un carré. Des cellules sont disposées sur son périmètre et s'ouvrent sur un iwan. Devant la cour est disposé un vestibule, salle centrale séparant l'auditoire de la mosquée.
En 1997 et 1998, le bâtiment de la médersa a été rénové.

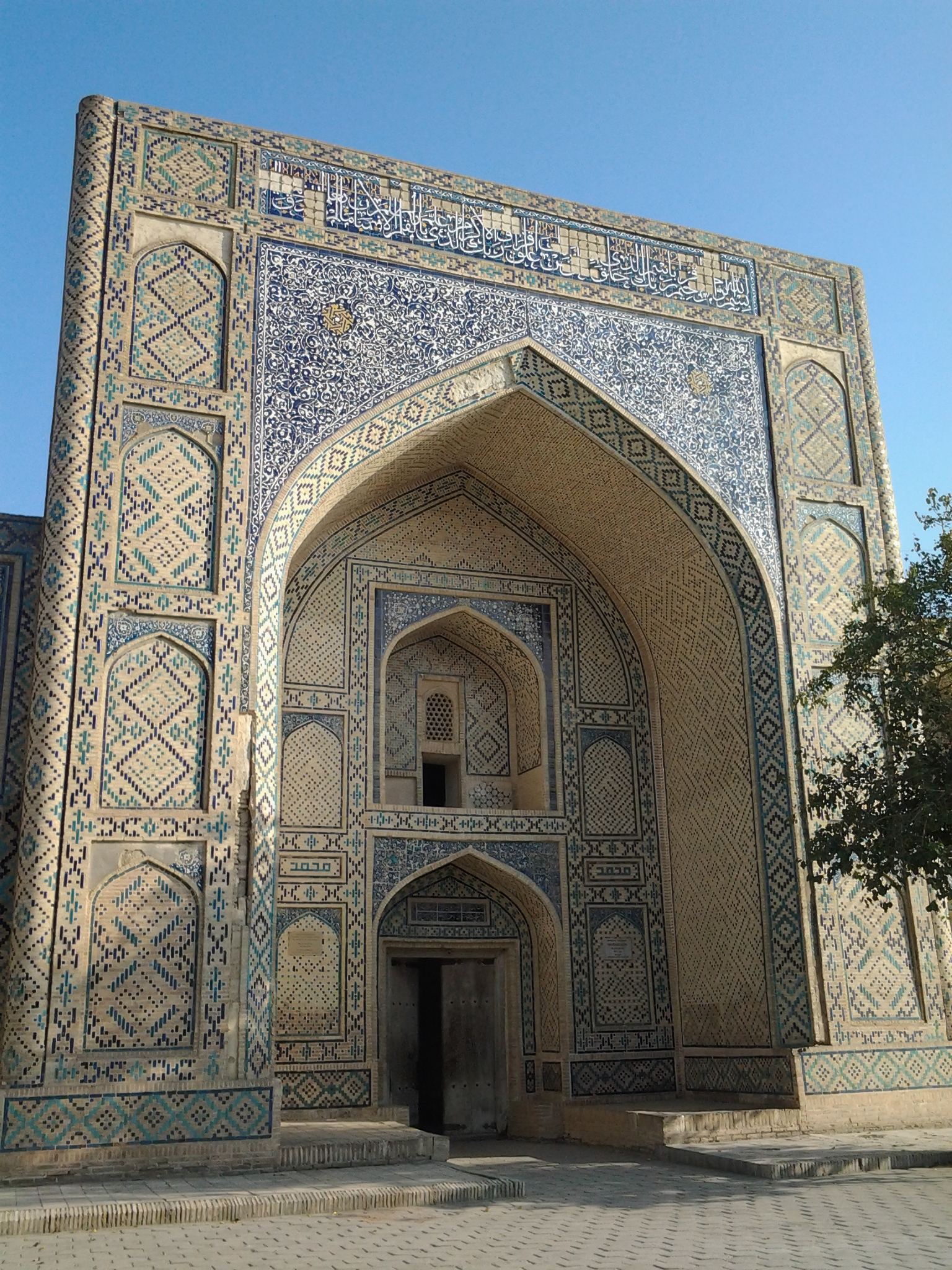
Portail de la médersa Modarikhon de Boukhara
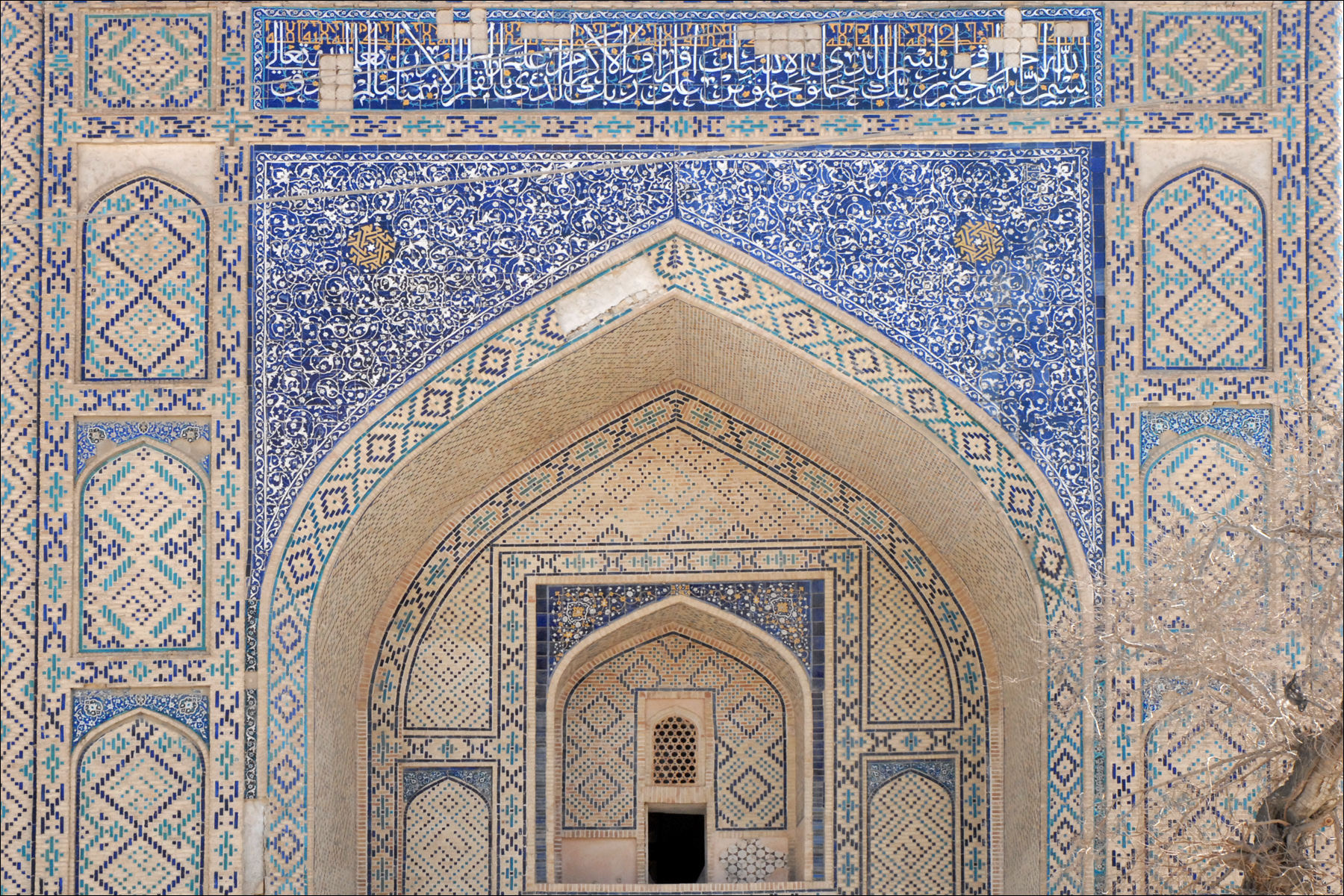
Tympan
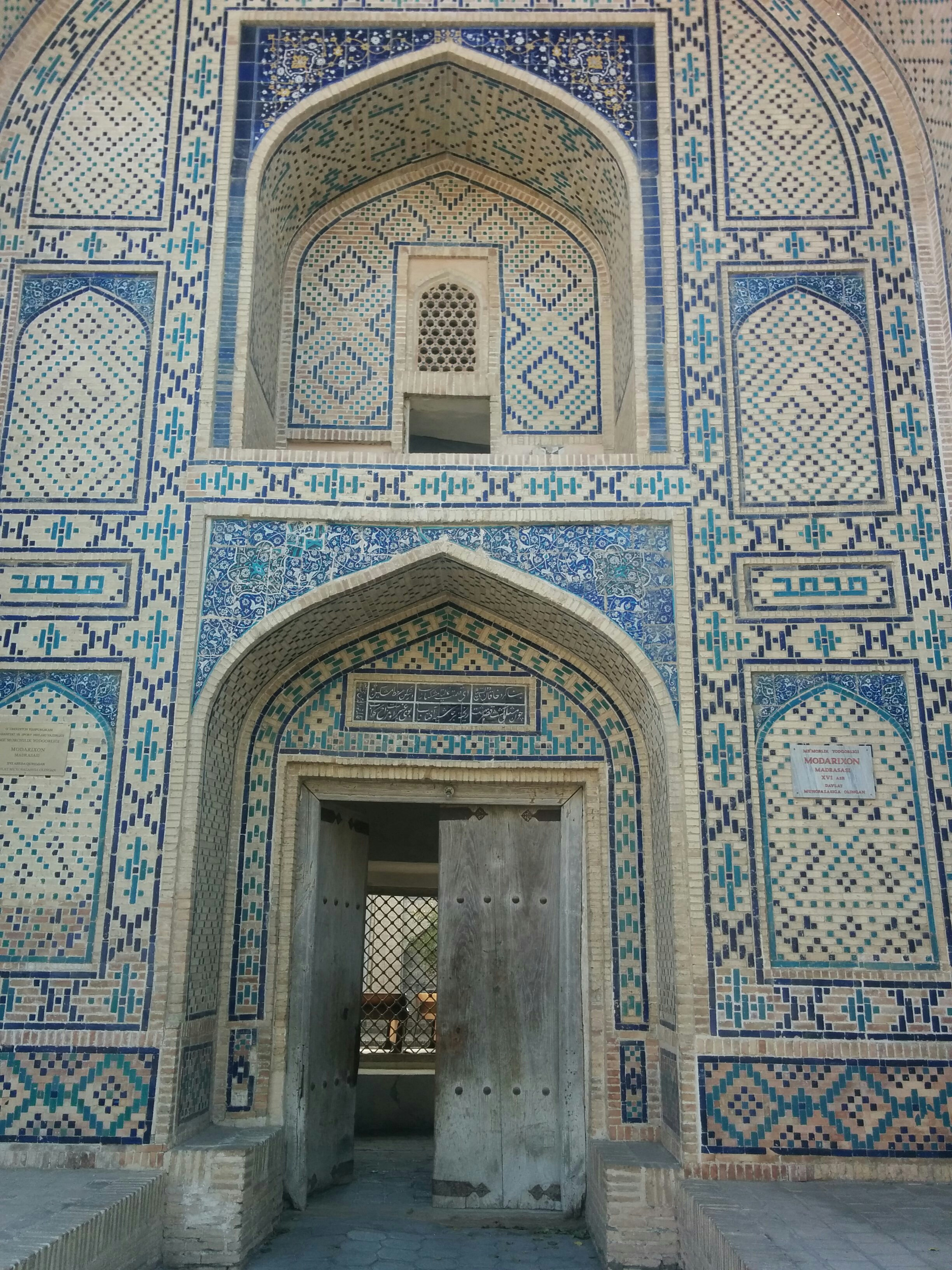
Entrée
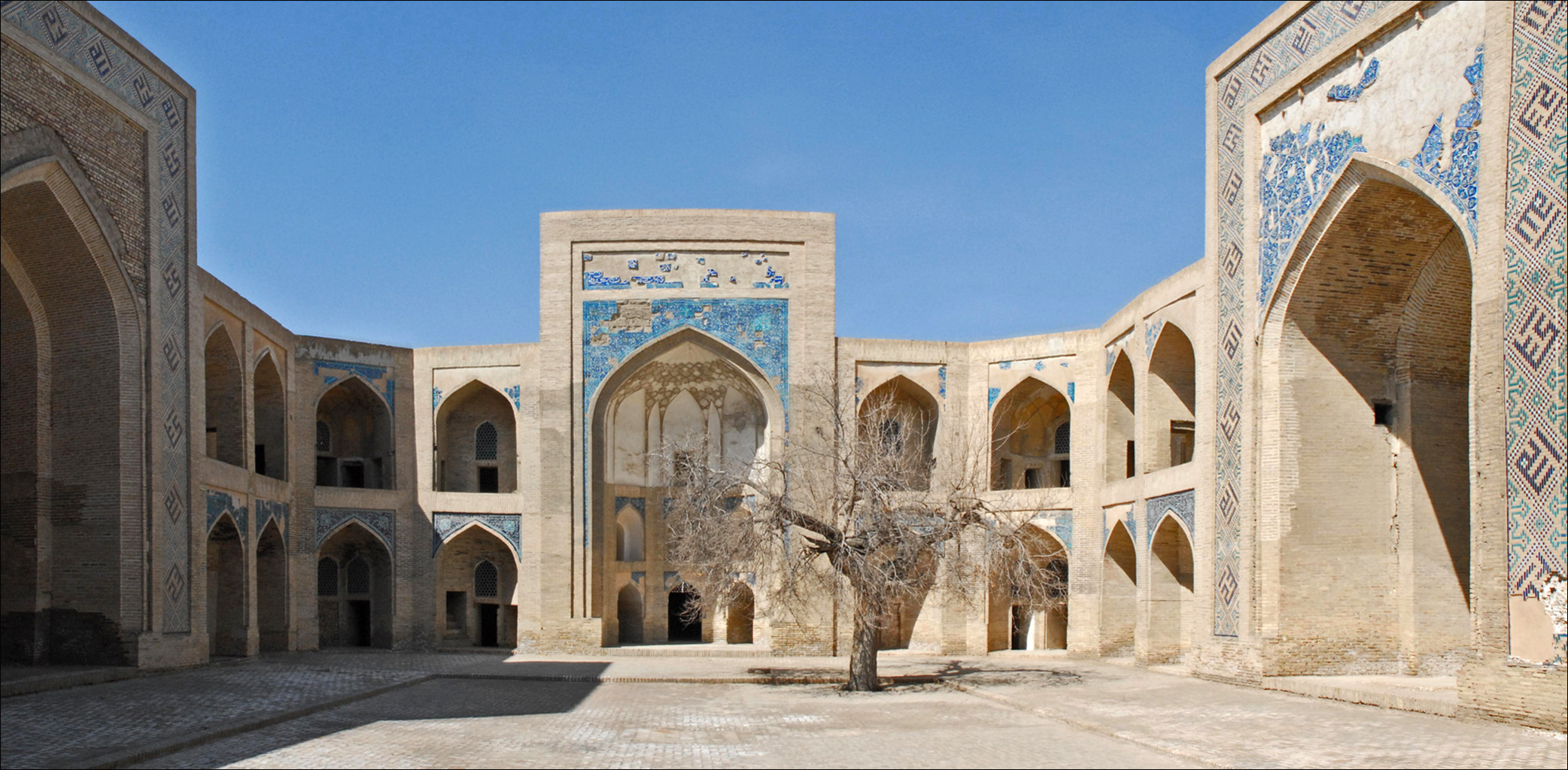
La cour de la médersa Modar-i-Khan
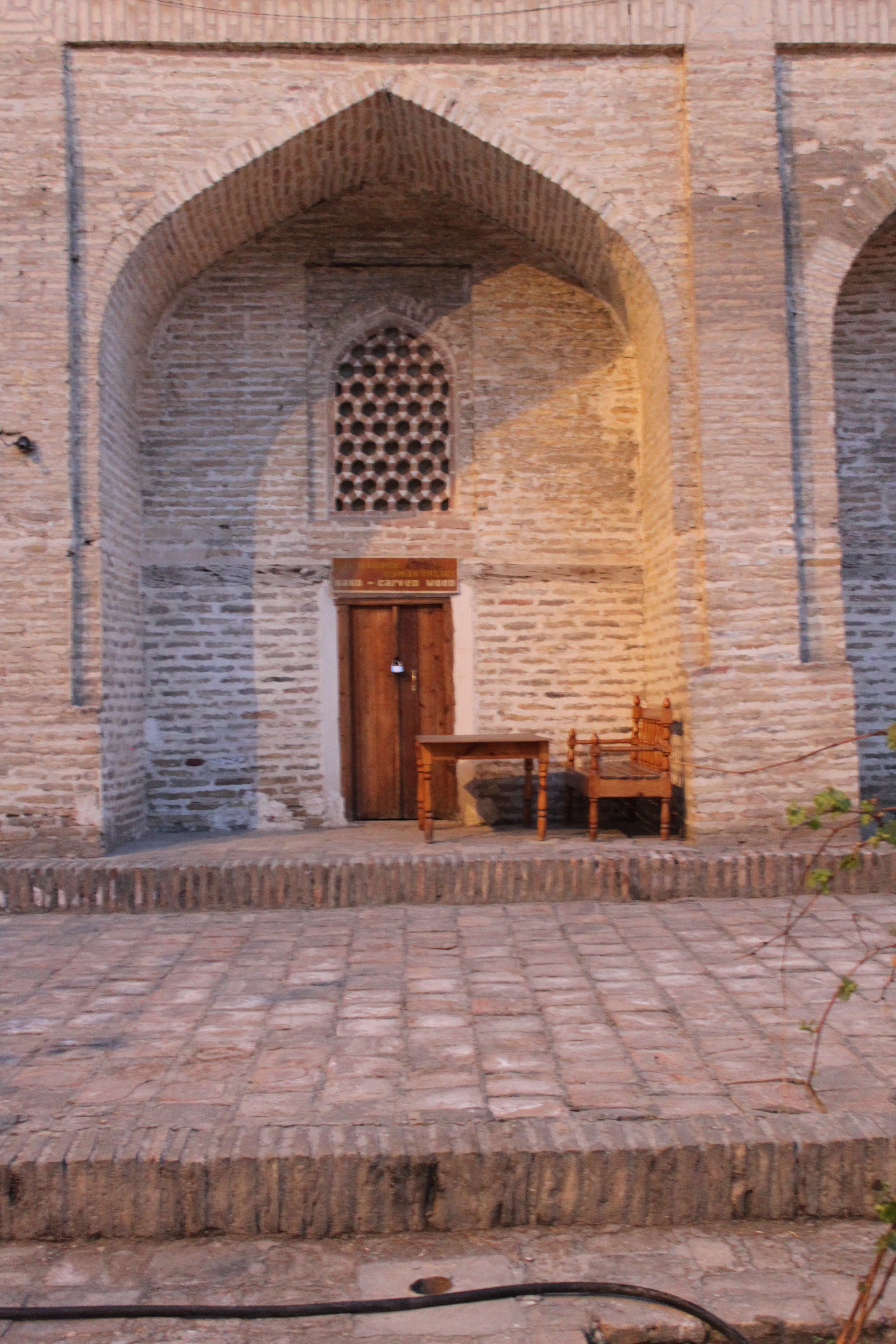
cellule